# Pablo Puente Buces
Pablo Puente Buces (Colindres, Cantabria, España, 16 de junio de 1931-Madrid, 4 de diciembre de 2022) fue un arzobispo, diplomático, canonista y teólogo español.

## Biografía

### Primeros años y formación
Nacido en el municipio cántabro de Colindres, el día 16 de junio de 1931.
Entre 1952 y 1956 se licenció en Filosofía y Teología por la Universidad Pontificia Comillas de Madrid.
Se trasladó a Roma para asistir a la Academia Pontificia Eclesiástica y obtener un Doctorado en Derecho Canónico por la Pontificia Universidad Gregoriana.

### Sacerdocio
Fue ordenado sacerdote el 2 de abril de 1956, en Madrid.
Al terminar sus estudios superiores, en 1962 ingresó en el Servicio Diplomático de la Santa Sede.
Primeramente estuvo destinado en la Nunciatura Apostólica de Paraguay y sucesivamente estuvo en la de República Dominicana y Puerto Rico en 1963; y en la de Kenia y Tanzania en 1968.
En 1970 fue nombrado Jefe de la Sección de Lengua Española de la Secretaría de Estado de la Santa Sede, en 1973 fue Consejero de la Nunciatura del Líbano, en 1977 en la de Yugoslavia, además de ser Miembro de la Delegación de la Santa Sede en la Conferencia sobre la Seguridad y la Cooperación en Europa que tuvo lugar en Helsinki (Finlandia) y en 1978 fue Jefe de la Delegación del Vaticano en la Conferencia Minespol-II de la Unesco.

## Episcopado

### Nuncio apostólico en Indonesia
El 18 de marzo de 1980 ascendió al episcopado, cuando el papa Juan Pablo II le nombró arzobispo titular de la antigua Sede de Macri ("situada en Argelia") y Nuncio Apostólico en Indonesia.
Recibió la consagración episcopal el 25 de mayo del mismo año, a manos del cardenal Agnelo Rossi actuando como consagrante principal. Y tuvo como co-consagrantes al obispo Juan Antonio del Val Gallo y al arzobispo Gabino Díaz Merchán.

### Nuncio en Senegal, Cabo Verde, Guinea-Bisáu, Malí y Mauritania
El 15 de marzo y mayo de 1986 fue nombrado Nuncio Apostólico en Senegal, Cabo Verde, Guinea-Bisáu, Malí y Mauritania.

### Nuncio apostólico en Líbano
El 31 de julio de 1989 fue destinado como Nuncio en el Líbano, el 25 de mayo de 1993. 

### Nuncio apostólico en Kuwait y Reino Unido
Fue nombrado nuncio en Kuwait y el 31 de julio de 1997 en el Reino Unido.

### Renuncia
El 23 de octubre de 2004 dejó su cargo de Nuncio por motivos de edad, tras que el papa aceptara su jubilación.
Desde entonces mantiene el título de arzobispo titular de Macri y ostenta el de Nuncio apostólico emérito en Reino Unido.